# Transfer-Hydrierung
Unter Transfer-Hydrierung versteht man die Anlagerung von Wasserstoff (H2) an ein Molekül, wobei der Wasserstoff nicht aus gasförmigem Wasserstoff stammt. Transfer-Hydrierungen werden in der Industrie und in der organischen Synthese angewendet, meist um den potentiell gefährlichen Umgang mit gasförmigem Wasserstoff (H2) zu umgehen.

## Katalytische Transfer-Hydrierung
Für die katalytische Transfer-Hydrierung wurden einige sehr aktive und nützliche Katalysator-Komplexe entwickelt. Sie basieren auf Komplexen mit Ruthenium oder Rhodium als Metallzentrum mit Diamin- oder Phosphin-Liganden.
Die Transfer-Hydrogenierung wird meist bei der Reduktion von Ketonen zu Alkoholen und Iminen zu Aminen verwendet. Die Reduktionen können stereoselektiv sein, falls der Ausgangsstoff prochiral ist. Als Wasserstoff-Donor fungiert meist Isopropanol, das zugleich meist auch das Lösungsmittel ist.
Für die asymmetrische Hydrierung von β-Keto-Estern mit chiralen Ruthenium-BINAP-Komplexen wurde Ryōji Noyori 2001 der Nobelpreis für Chemie verliehen.

## Industrielle Anwendung
Im industriellen Einsatz finden partiell hydrierte Aromaten wie Tetralin oder Decalin in meist nicht-katalytischen Prozessen Verwendung. So wurde bei der Kohlehydrierung bei Temperaturen von etwa 500 °C Tetralin zum thermischen Hydocracken eingesetzt. Heute verwendet man meist Wasserstoff unter Zusatz eines Eisenkatalysators.